# Arild Stavrum
Arild Stavrum (ur. 16 kwietnia 1972 w Kristiansund) – norweski piłkarz występujący na pozycji napastnika. Trener piłkarski. Syn innego piłkarza, Ole Stavruma.

## Kariera klubowa
Stavrum karierę rozpoczynał w sezonie 1989 w drugoligowym zespole Clausenengen FK. W tamtym sezonie spadł z nim do trzeciej ligi. W 1991 roku został graczem pierwszoligowego klubu SK Brann. Występował tam przez trzy sezony, a potem przeniósł się do drugoligowego Molde FK. W sezonie zdobył z nim Puchar Norwegii, a także awansował do pierwszej ligi. Tam w sezonie 1995 wraz z Molde wywalczył wicemistrzostwo Norwegii.
W 1997 roku Stavrum odszedł do innego pierwszoligowca, Stabæk Fotball. Po roku przeszedł do szwedzkiego Helsingborga. W sezonie 1998 wywalczył z nim wicemistrzostwo Szwecji i Puchar Szwecji, a także został królem strzelców pierwszej ligi (18 bramek). W sezonie 1999 wraz z zespołem zdobył z kolei mistrzostwo Szwecji.
W listopadzie 1999 roku Stavrum został graczem szkockiego Aberdeen. W Scottish Premier League zadebiutował 21 listopada 1999 w zremisowanym 1:1 meczu z St. Johnstone. W sezonie 1999/2000 dotarł z zespołem do finału Pucharu Szkocji, przegranego jednak z Rangers. W sezonie 2000/2001 z 17 golami zajął 2. miejsce w klasyfikacji strzelców Scottish Premier League (za Henrikiem Larssonem).
W połowie 2001 roku Stavrum odszedł do tureckiego Beşiktaşu JK. W sezonie 2001/2002 zajął z nim 3. miejsce w Süper Lig. Potem przeniósł się do czwartoligowych rezerw niemieckiego 1. FSV Mainz 05. W 2003 roku wrócił do Molde, gdzie w 2004 roku zakończył karierę.

## Kariera reprezentacyjna
W reprezentacji Norwegii Stavrum rozegrał dwa spotkania. W kadrze zadebiutował 26 listopada 1995 w zremisowanym 1:1 towarzyskim meczu z Jamajką, a po raz wystąpił w niej trzy później, 29 listopada w przegranym 2:3 towarzyskim pojedynku z Trynidadem i Tobago.

## Kariera trenerska
Karierę trenera Stavrum rozpoczął w sezonie 2005 w trzecioligowym Bærum SK. W sezonie 2006 prowadził pierwszoligowy zespół Molde FK, z którym jednak spadł z ligi. Wówczas przestał być też trenerem klubu. W latach 2008–2010 prowadził Skeid, z którym najpierw w sezonie 2009 awansował z trzeciej ligi do drugiej, ale w kolejnym spadł z powrotem do trzeciej. Szkoleniowcem Skeid był do 2010 roku.